# Burke (Teksas)
Burke – miasto w Stanach Zjednoczonych, w stanie Teksas, w hrabstwie Angelina.